# Саяка синьоголова
Сая́ка синьоголова (Sporathraupis cyanocephala) — вид горобцеподібних птахів родини саякових (Thraupidae). Мешкає в Андах. Це єдиний представник монотипового роду Синьоголова саяка (Sporathraupis). Раніше його відносили до роду Саяка (Thraupis), однак за результатами молекулярно-генетичного дослідження, він був переведений до відновленого роду Sporathraupis.

## Опис

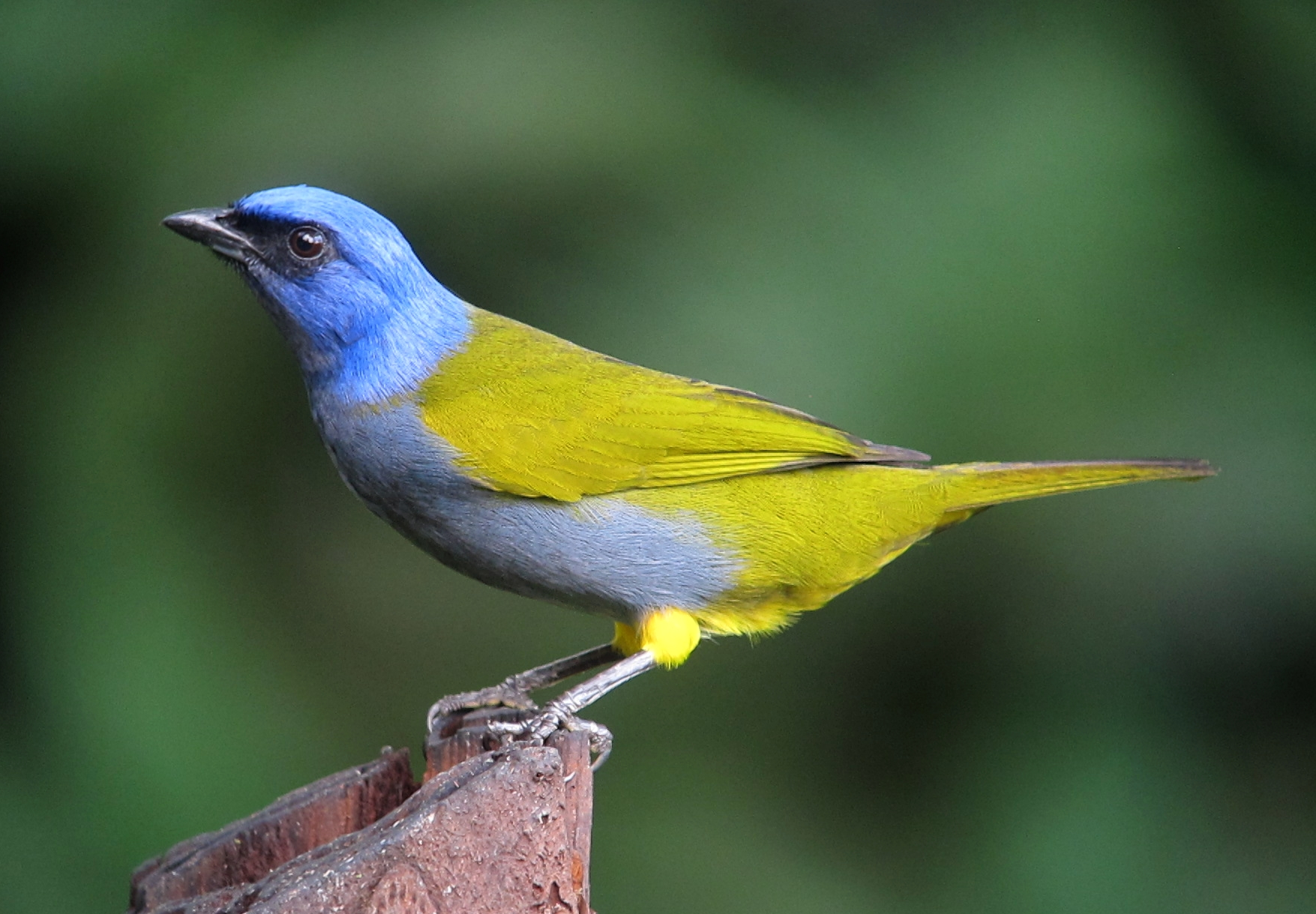
Синьоголова саяка

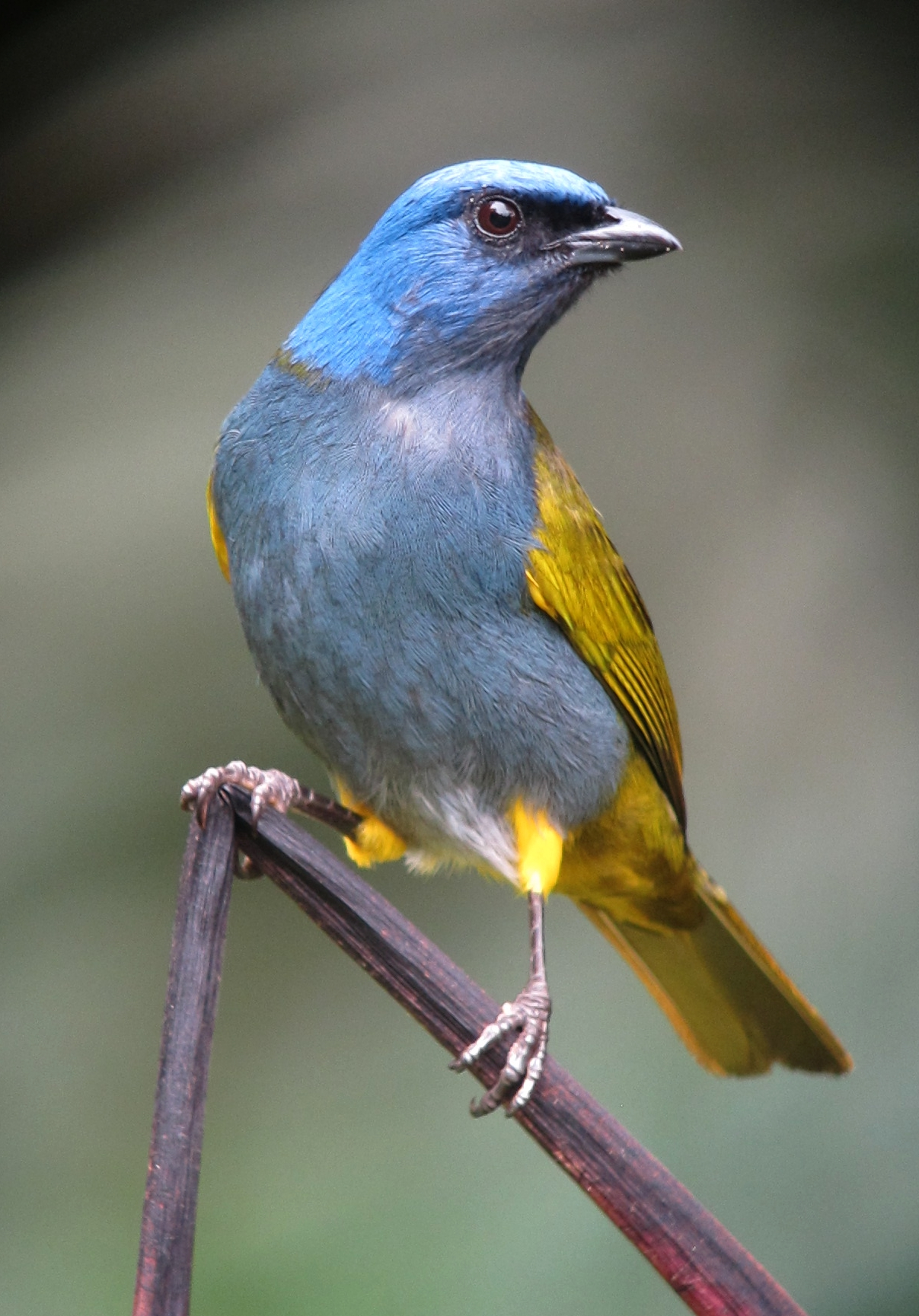
Синьоголова саяка

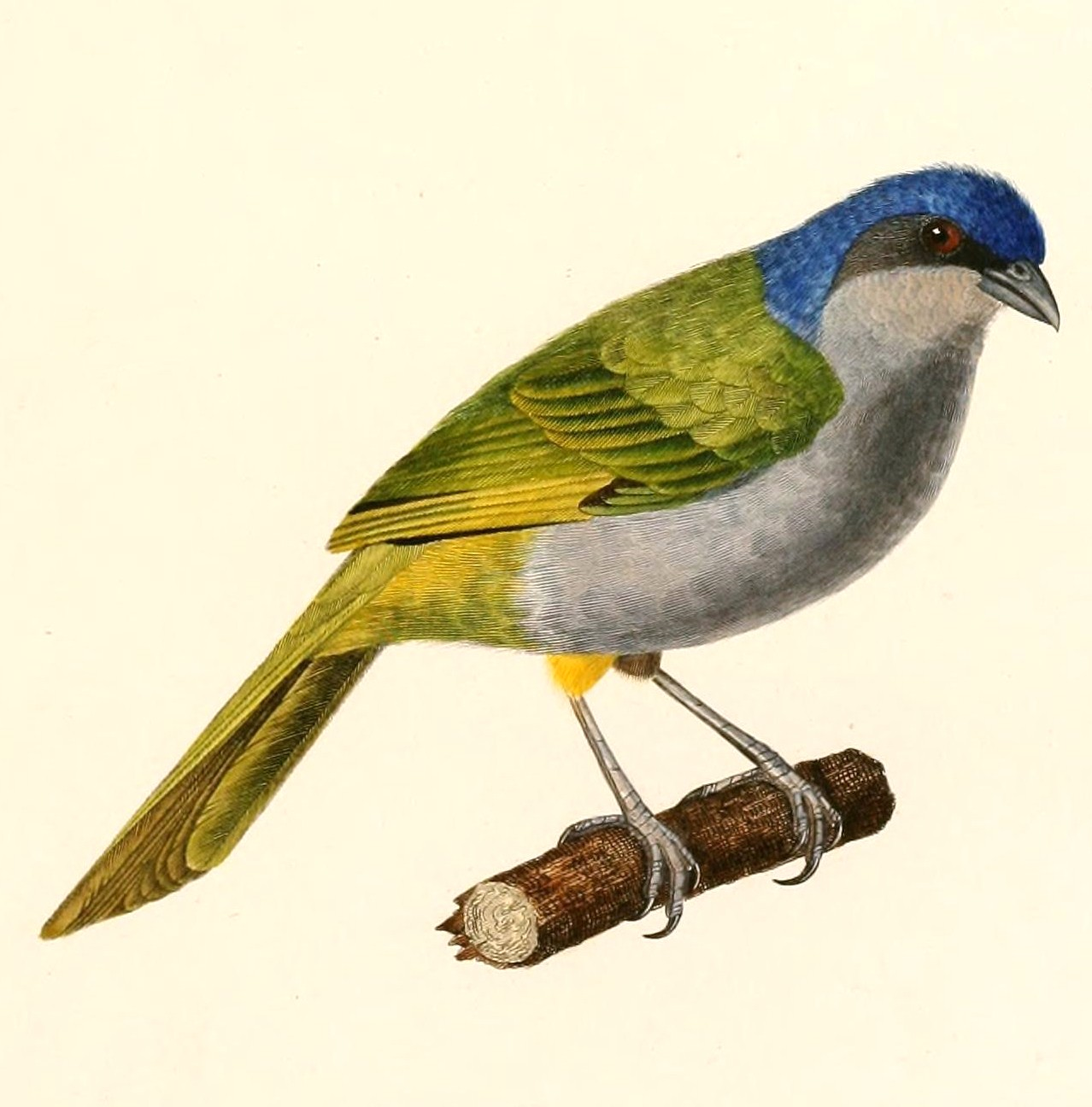
Синьоголова саяка

Довжина птаха становить 19 см. Голова яскраво-блакитна, лоб і обличчя чорнуваті. Забарвлення нижньої частини тіла варіюється від синього до сірого. Спина і крила оливкові, нижні покривні пера крил і хвоста золотисто-жовті.

## Підвиди
Виділяють вісім підвидів:
- S. c. cyanocephala (d'Orbigny & Lafresnaye, 1837) — Анди в Еквадорі, Перу і Болівії;
- S. c. annectens (Zimmer, JT, 1944) — Західний і Центральний хребти Анд в Центпальній Колумбії;
- S. c. auricrissa (Sclater, PL, 1856) — Східний хребет Анд на півночі центральної Колумбії та на заході Венесуели (Кордильєра-де-Мерида);
- S. c. margaritae Chapman, 1912 — Сьєрра-Невада-де-Санта-Марта (північна Колумбія);
- S. c. hypophaea Todd, 1917 — Парамо-де-лас-Росас (північно-західна Венесуела, штат Лара);
- S. c. olivicyanea (Lafresnaye, 1843) — Прибережний хребет на півночі Венесуели (від Арагуа до Міранди);
- S. c. subcinerea (Sclater, PL, 1861) — Прибережний хребет на північному сході Венесуели (від Сукре до Монагаса);
- S. c. buesingi Hellmayr & Seilern, 1913 — півострів Парія[en], острів Тринідад.

## Поширення і екологія
Синьоголові саяки мешкають у Венесуелі, Колумбії, Еквадорі, Перу, Болівії та на Тринідаді і Тобаго. Вони живуть у вологих гірських тропічних лісах, на узліссях, на високогірних чагарникових заростях та на плантаціях. Зустрічаються парами або зграйками від 3 до 8 птахів. на висоті від 1500 до 3000 птахів. Іноді приєднуються до змішаних зграй птахів.